# Scott Sutter
Scott Lee Sutter (Londres, Inglaterra, 13 de mayo de 1986) es un exfutbolista inglés nacionalizado suizo que jugaba de defensa.
El 13 de mayo de 2020, día de su 34.º cumpleaños, anunció su retirada tras estar sin equipo desde finales de 2019.

## Selección
Fue internacional con la selección de Suiza en 2 ocasiones. También fue internacional con la selección sub-21 en otras 2 ocasiones.

## Clubes
| Club                    | País           | Año       |
| ----------------------- | -------------- | --------- |
| Grasshopper-Club Zürich | Suiza          | 2003-2009 |
| BSC Young Boys          | Suiza          | 2009-2017 |
| FC Zürich (cedido)      | Suiza          | 2012-2013 |
| Orlando City SC         | Estados Unidos | 2017-2018 |
| Vancouver Whitecaps     | Estados Unidos | 2019      |